# Francis Crippen
Francis "Fran" Crippen (Bryn Mawr, 17 de abril de 1984 — Fujairah, 23 de outubro de 2010) foi um nadador estadunidense, especialista no nado livre.

## Carreira
Em 2001, Crippen ganhou uma medalha de bronze representando a equipe dos Estados Unidos nos Jogos da Boa Vontade em Brisbane, Austrália. Nos Jogos Pan-Americanos de Santo Domingo em 2003, ele conquistou duas medalhas de prata individual nos 400 m e 1500 metros livres.
Passando a competir em provas de maratona aquática, integrou a equipe estadunidense no Campeonato Pan-Pacífico de 2006, onde ganhou uma medalha de prata na prova de 10 km. No ano seguinte ele ganhou a medalha de ouro na mesma distância, no Jogos Pan-Americanos do Rio de Janeiro, Brasil. Mais recentemente, Fran ganhou uma medalha de bronze no Campeonato Mundial de 2009, em Roma.
Fran Crippen foi seis vezes campeão nacional. Ele conquistou dois títulos nacionais nos 800 metros livres, dois nos 5 km em mar aberto, e dois nos 10 km.

## Morte
Durante a etapa de Fujairah da Copa do Mundo de Maratona Aquática, organizadores notaram a ausência de Crippen que não cruzou a linha de chegada. Após horas de busca em mar aberto, seu corpo foi encontrado por mergulhadores. A causa da morte pode ter sido em consequência de um desmaio devido a alta temperatura da água (em torno de 33 graus).